# HD 233832
HD 233832 — двойная звезда в созвездии Большой Медведицы на расстоянии приблизительно 192 световых лет (около 58,8 парсек) от Солнца. Возраст звезды оценивается как около 5,417 млрд лет.
Вокруг звезды обращается, как минимум, одна планета.

## Характеристики
Первый компонент — оранжевый карлик спектрального класса K0V, или K2, или G0. Видимая звёздная величина звезды — +10,146m. Масса — около 0,847 солнечной, радиус — около 0,749 солнечного, светимость — около 0,299 солнечной. Эффективная температура — около 4940 К.
Второй компонент — красная звезда спектрального класса M1p:. Видимая звёздная величина звезды — +13,9m. Эффективная температура — около 3721 К. Удалён на 4,5 угловой секунды.

## Планетная система
В 2018 году группой астрономов у звезды обнаружена планета HD 233832 b.
В 2019 году учёными, анализирующими данные проектов HIPPARCOS и Gaia, у звезды обнаружена планета HIP 55806 c.